# Шкодунович, Николай Николаевич
Николай Николаевич Шкодунович (24 апреля 1904 года, Тверь — 19 октября 1964 года, Белград) — советский военный деятель, Генерал-лейтенант (1949 год).

## Начальная биография
Николай Николаевич Шкодунович родился 24 апреля 1904 года в Твери.

## Военная служба

### Гражданская война
В мае 1919 года был призван в ряды РККА и направлен красноармейцем в 12-й Саратовский продовольственный полк, после чего принимал участие в боевых действиях на Южном фронте.
В январе 1920 года назначен на должность председателя культурного комитета и секретаря военкома 111-го отдельного стрелкового батальона ВОХР, в октябре — на должность помощника военкома 155-го полка ВНУС, затем — на аналогичную должность в 52-й бригаде (18-я дивизия ВНУС, Западный фронт), а в феврале 1921 года — на должность военкома штаба 77-й стрелковой бригады (26-я дивизия ВНУС).

### Межвоенное время
С апреля 1921 года служил в Приволжском военном округе на должностях военкома штаба 50-й стрелковой дивизии, инструктора политического отдела 126-й и 97-й стрелковых бригад, помощника военкома 5-го Уральского стрелкового полка, военкома автомобильного отряда 32-й стрелковой дивизии, помощника военкома и военкома 94-го Крестьянского стрелкового полка этой же дивизии. В ноябре 1926 года Шкодунович был направлен на учёбу на Стрелково-тактические курсы «Выстрел», после окончания которых вернулся в 32-ю стрелковую дивизию, где служил на должностях командира батальона, командира и начальника штаба 95-го Волжского стрелкового полка.
В октябре 1930 года был назначен на должность командира батальона курсантов Ульяновской Краснознамённой пехотной школы имени В. И. Ленина, однако в ноябре того же года был направлен на учёбу на Московские курсы усовершенствования высшего начальствующего состава, которые окончил в январе 1931 года и в апреле того же года назначен на должность командира и комиссара 91-го Астраханского стрелкового полка, в апреле 1932 года — на аналогичную должность в 3-й Колхозный стрелковый полк (1-я Краснознамённая стрелковая дивизия, ОКДВА), а в январе 1937 года — на должность начальника штаба 39-й Тихоокеанской стрелковой дивизии.
В июле 1938 года Шкодунович был арестован и находился под следствием органов НКВД, однако в октябре 1939 года решением военного трибунала 1-й Отдельной Краснознамённой армии был оправдан, после чего находился в распоряжении Управления кадров начсостава РККА.
В январе 1940 года назначен на должность помощника начальника по учебно-строевой части, а затем — на должность заместителя начальника Куйбышевского пехотного училища.

### Великая Отечественная война
С началом войны находился на прежней должности.
В декабре 1941 года назначен на должность командира 58-й стрелковой дивизией, которая с марта 1942 года вела наступательные боевые действия на Мосальском направлении, а с мая того же года находилась в обороне.
В ноябре Шкодунович был направлен на учёбу на ускоренные курсы при Высшей военной академии имени К. Е. Ворошилова, после окончания которых в мае 1943 года назначен на должность командира 223-й стрелковой дивизии, а в августе — на должность командира 68-го стрелкового корпуса, который вскоре принимал участие в боевых действиях в ходе Белгородско-Харьковской наступательной операции и в битве за Днепр, во время которых освобождал города Харьков и Днепродзержинск. Вскоре корпус участвовал в Одесской, Березнеговато-Снигиревской, Ясско-Кишиневской, Белградской, Будапештской, Венской и Пражской наступательных операциях, а также в освобождении городов Бобринец, Бендеры, Холлабрунн, Дьер, Комаром, Мадьяровар, Вена и Будапешт. За отличие при освобождении Белграда корпус получил почётное наименование «Белградский», а за умелую организацию управления корпусом в ходе Ясско-Кишиневской и Венской наступательных операций Николай Николаевич Шкодунович был награждён орденом Суворова 2 степени.

### Послевоенная карьера

Братская могила на Новодевичьем кладбище, где похоронен Шкодунович.

После окончания войны находился на прежней должности.
В январе 1946 года назначен на должность старшего преподавателя Высшей военной академии имени К. Е. Ворошилова, в сентябре 1952 года — на должность заместителя начальника Военной академии им. Фрунзе по оперативно-тактической подготовке, а в ноябре 1955 года — на должность заместителя начальника этой же академии по научно-исследовательской работе. В сентябре 1961 года должность была переименована и Шкодунович стал заместителем начальника академии по научной и учебной работе.
Генерал-лейтенант Николай Николаевич Шкодунович погиб 19 октября 1964 года в авиационной катастрофе в аэропорту Белграда. Похоронен на Новодевичьем кладбище Москвы.

## Память
В честь Шкодуновича был назван наливной танкер Новороссийского морского пароходства «Генерал Шкодунович».
На месте гибели военной делегации, в которую входил Николай Шкодунович, на горе Авала близ Белграда (Сербия), воздвигнут Памятник советским ветеранам войны.

## Награды
- Два ордена Ленина;
- Три ордена Красного Знамени;
- Орден Кутузова 1 степени;
- Орден Суворова 2 степени;
- Орден Богдана Хмельницкого 2 степени
- Орден Отечественной войны 1 степени;
- Орден Трудового Красного Знамени;
- Орден Красной Звезды;
- Медали.

## Воинские звания
- Генерал-майор (1943 год);
- генерал-лейтенант (1949 год).

## Научные труды
- Шкодунович Н. Н. Краткий словарь оперативно-тактических и общевоенных слов (терминов). — М.: Воениздат, 1958. — 322 с.